# Rădeana, Bacău
Rădeana este un sat în comuna Ștefan cel Mare din județul Bacău, Moldova, România.